# ويليام راسيل (سياسي أمريكي)
ويليام راسيل (بالإنجليزية: William Russell)‏ هو سياسي أمريكي، ولد في 1782 بمملكة أيرلندا، وتوفي في 28 سبتمبر 1845 بمقاطعة سيوتو في الولايات المتحدة. حزبياً، نشط في ديمقراطية جاكسونية والحزب الديمقراطي. وقد انتخب عضو مجلس نواب أوهايو وانتخب عضو مجلس النواب الأمريكي.